# Gezeichneter Baum

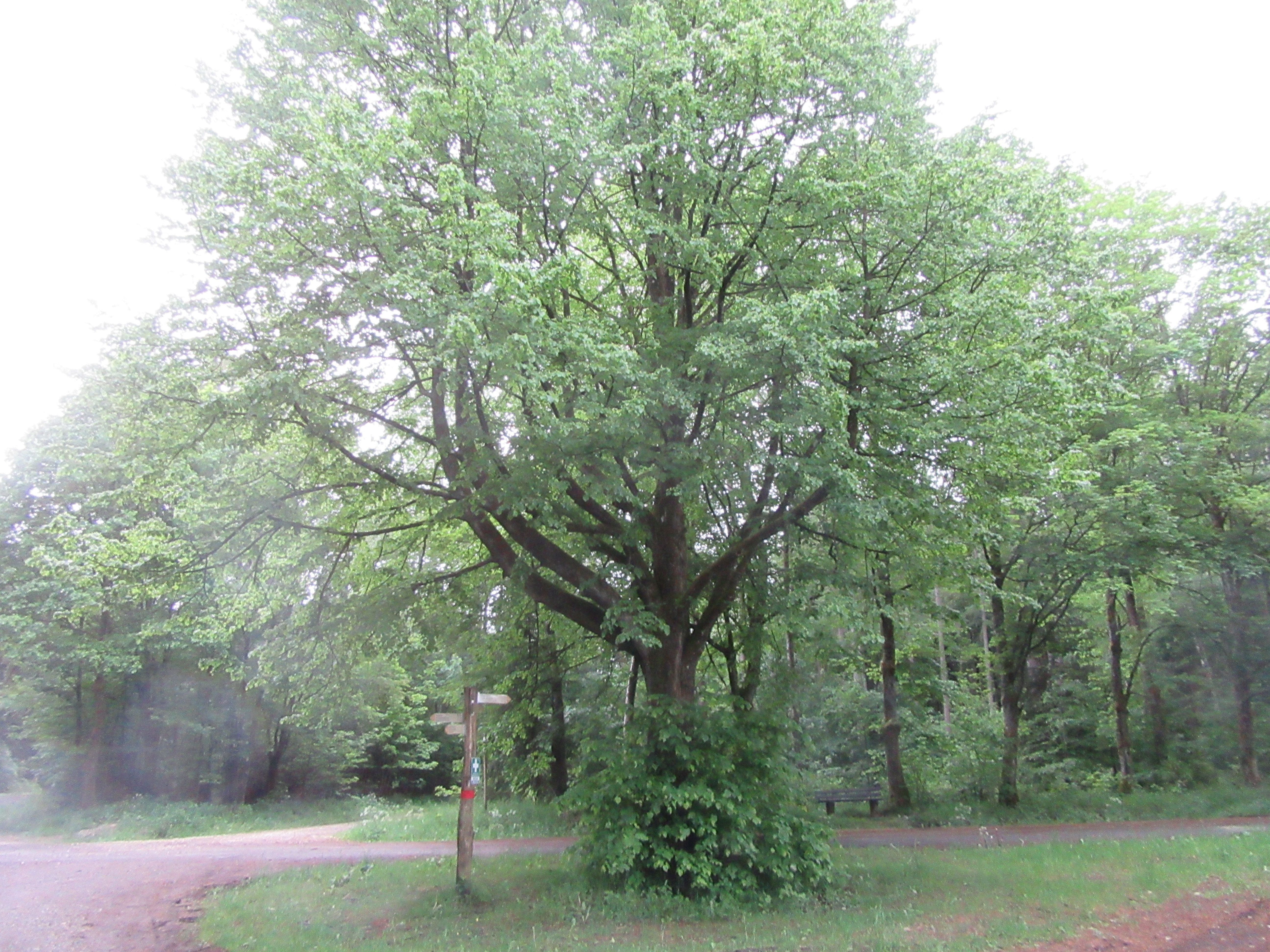
Gezeichneter Baum

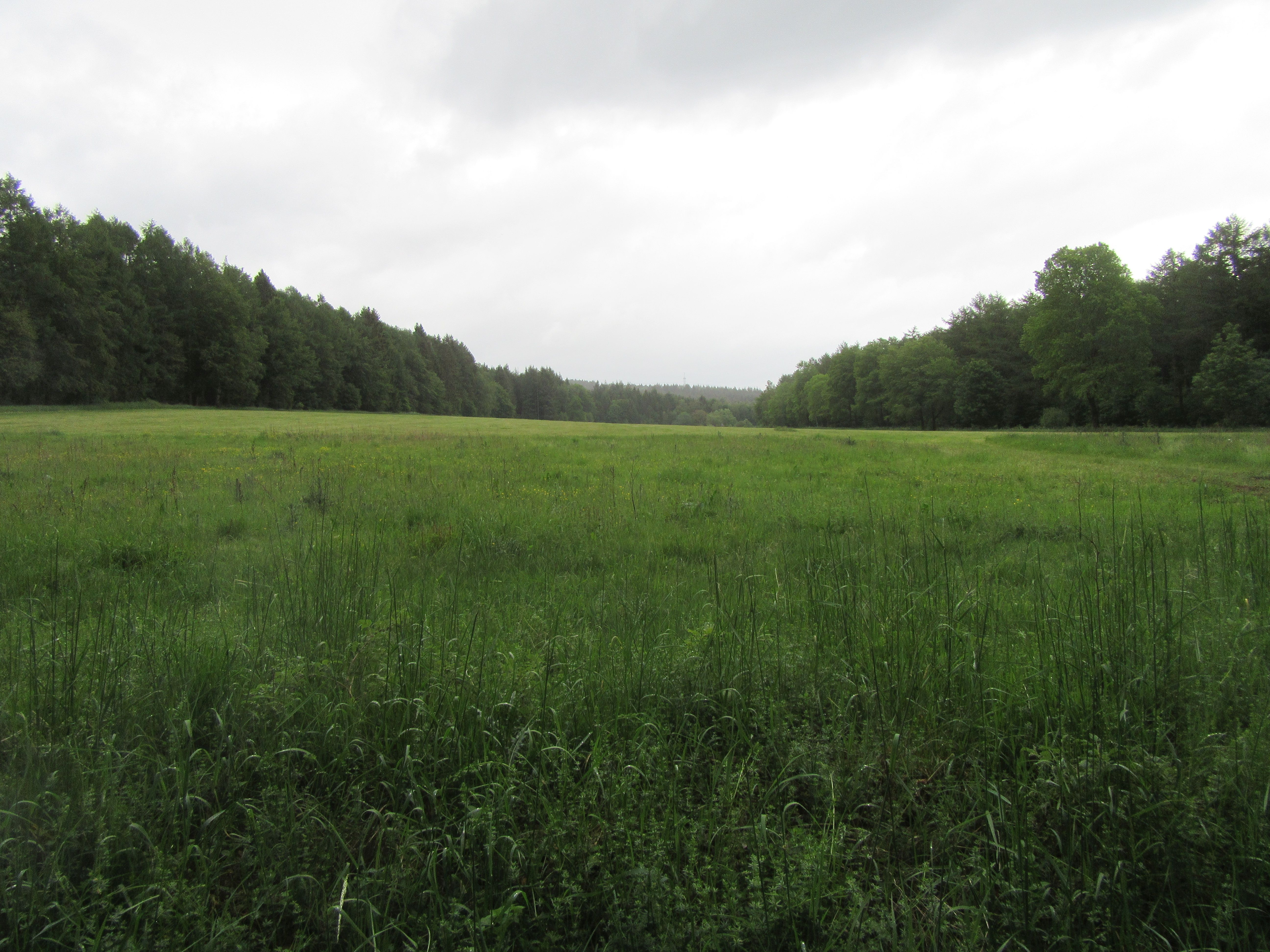
Lichtung beim Gezeichneten Baum

Der Gezeichnete Baum ist ein Grenzpunkt im Osburger Hochwald zwischen den Gemarkungen der Gemeinden Osburg und Reinsfeld im Landkreis Trier-Saarburg in Rheinland-Pfalz. Er liegt am Rande einer großen Lichtung und auf 581 m über NHN.
Der umliegende Distrikt heißt Am Gezeichneten Baum.
Die gemeinsame Grenze der Gemeinden kommt von Nordosten und knickt hier ab nach Süden. Mehrere Forstwege treffen hier zusammen. Ein geteerter Wirtschaftsweg kommt von der Landesstraße 151 und führt in Richtung der Landesstraße 146. Weitere Wege führen am ehemaligen Forsthaus Hohe Wurzel / Quellgebiet Osterbach/Wadrill / alte Bundesstraße 52 vorbei in Richtung Hinzert, zum Campingpark Reinsfeld, in Richtung Edriesbach und Alpenvereinshütte oder zum Altweiherbach.
Der Hauptwanderweg Osburger Hochwald (OH) von Zerf nach Büdlicherbrück führt am gezeichneten Baum vorbei sowie weitere Wander- und Radwege.
Bei dem jetzigen Baum handelt es sich um eine Sommerlinde, Alter geschätzt 55 Jahre. Früher hat wohl dort auch ein imposanter Baum gestanden und ist dann wohl nach dessen Ableben mit diesem Baum ersetzt worden.